# Balls 8
Balls 8 (англ. Balls Eight) (рег. номер N008NA, НАСА NASA008, серийный номер MSN 16498)  — исследовательский вариант самолёта Boeing B-52B Stratofortress, эксплуатировавшийся НАСА с июня 1959 по декабрь 2004 года. Был выпущен в модификации RB-52B для ВВС США и являлся десятым построенным самолётом B-52 и восьмым серийным, что было написано на вертикальном оперении: 008. 
Первый полёт совершил 11 июня 1955 года.
С 8 июня 1959 года использовался НАСА в различных исследовательских программах. Balls 8 использовался в качестве пусковой платформы для экспериментальных самолётов по программам X-15, X-24, HL-10, M2-F3, X-38, X-43. 
До начала эксплуатации Lockheed L-1011 TriStar «Stargazer» именно Balls 8 использовался в качестве самолёта-носителя в системе воздушный старт для ракеты-носителя Pegasus в стандартной конфигурации. 
Всего самолёт совершил 1051 полет и налетал 2443,8 часа. На момент списания это был самый старый самолёт НАСА, самый старый летающий B-52, единственный летающий B-52 не относящийся к модификации B-52H, и B-52 с самым малым количеством лётных часов на момент списания.

## История
Самолёт был выпущен в модификации RB-52B-10-BO Stratofortress (самолёт-разведчик) и приписан к Стратегическому авиационному командованию. Это был десятый B-52 и восьмой серийный борт, выпущенный компанией Boeing. Серийный номер 008 был нанесён на киль самолёта, что послужило причиной появления неофициального имени Balls 8 (Balls Eight): по традиции в авиации США первые цифры 0 в номерах самолётов озвучиваются словом Balls. 22 марта 1955 года самолёт был принят ВВС. Первый полёт самолёт совершил 11 июня 1955 года.
Начало своей испытательной карьеры заложил на базе Эдвардс, где он участвовал в испытаниях навигационной и прицельной системы для бомбардировщиков. Особенностью исполнения Balls 8 было размещение в бомбоотсеке герметичного модуля экипажа для аэрофотосъемки. В конце 1955 года самолёту был присвоен новый индекс JRB-52B, а позже JB-52B - это означало, что он перестал быть разведывательным и стал исследовательским.
Самолёт использовался для испытания навигационной системы бомбардировщика IBM MA-2 BRANE, компьютерной системы истинного курса AJA-1, навигационной системы бомбометания AN/ASB-9 и AN/APN-89, радарной системы AN/ASB-9 и AN/APN-89, которые позже использовались в B-52E. 3 июля 1958 года Balls 8 был передан Командованию авиационной техники, после чего часть оборудования была демонтирована. С самолёта сняли регистрирующую аппаратуру, систему истинного курса AJA-1, бомбовую навигационную систему AN/ASB-9 и радиолокационную систему AN/APN-89. Серийное оборудование бомбоотсека было отключено.
12 декабря 1958 года самолёт был передан в НАСА. К этому моменту Balls 8 совершил 110 полётов и налетал 533 часа.
Balls 8 и ещё один B-52 (003) были переданы в НАСА для использования в качестве самолётов-носителей для программы X-15. Использование самолётов-носителей для запуска экспериментальных летательных аппаратов является распространённой практикой в аэрокосмических программах. К примеру, для запуска Bell X-1 (первого самолёта преодолевшего звуковой барьер) использовался самолёт-носитель на базе Boeing B-29 Superfortress.
Формально оба B-52, переданные для участия в программе X-15, оставались в составе вооружённых сил США. Самолётам при переводе в гражданское агентство были даны имена собственные (003 — «Высокий и могучий» (англ. The High and Mighty One, 008 — «Челленджер» (англ. The Challenger)), которые не прижились.

### X-15
Первой программой НАСА в которой принял участие Balls 8 стала программа по изучению полёта крылатого аппарата на гиперзвуковых скоростях, на границе и вне атмосферы X-15. Из-за важной роли программы X-15 в развитии аэрокосмической отрасли США, участие Balls 8 в этой программе оказалось наиболее известной частью истории самолёта.
Изначально для программы X-15 планировалось использовать в качестве самолёта-носителя Convair B-36: X-15 должен был устанавливаться в бомбоотсек. Однако в 1957 году NACA (предшественник НАСА) приняло решение отказаться от выводимого из эксплуатации Convair B-36 и использовать Boeing B-52 Stratofortress для запуска X-15.
В связи малым клиренсом не было возможности разместить X-15 под фюзеляжем самолёта-носителя. Было принято решение подвесить X-15 под правой плоскостью. Такой выбор потянул за собой значительное изменение ряда предполётных и полётных процессов. К примеру, теперь лётчик-испытатель должен был занимать место в кабине X-15 на земле, до старта самолёта-носителя. Оператор управления полётом не имел визуального контакта с лётчиком-испытателем и с самим запускаемым аппаратом. Инженеры North American высказывали опасения, что акустическое давление от работающих двигателей J57-19 может повредить X-15, подвешенный на пилоне рядом с блоком двигателей. Для проверки воздействия шума работающих двигателей был проведён эксперимент, в ходе которого макет X-15 был подвешен под крыло B-52 и двигатели работали в течение 10 часов. Кроме этого, был создан бетонный весовой макет, который был сброшен с самолёта-носителя, чтобы оценить изменение лётных и динамических характеристик в момент сброса.
Одновременно, выбор B-52 позволил улучшить профиль полёта (высота запуска выросла до 45 000 футов и скорость до 0,9 Маха) по сравнению с Convair B-36 (высота 35 000 футов и скорость 0,7 Маха). Также большая тяговооружённость самолёта-носителя позволила увеличить массу экспериментального X-15.
Для модернизации Balls 8 перелетел на завод 42 Палмдейле, Калифорния: 13 декабря 1958 года самолёт прибыл на завод, а 6 января 1959 года он был перемещён в ангар North American для проведения работ.
В ходе модернизации на крыле был смонтирован пилон, оборудованный системами для крепления X-15, заправки и телеметрии. Для установки пилона пришлось демонтировать один из четырёх основных топливных баков, два из четырёх вспомогательных баков и оба внешних подвесных бака. Так как киль X-15 не вписывался в габариты крыла, пришлось демонтировать 8-футовую секцию правого закрылка, что оказало значительное влияние на технику пилотирования и взлётно-посадочные режимы самолёта-носителя. В бомбоотсеке B-52 были смонтированы баки для кислорода 1500 галлонов (5678 литров) и перекиси водорода, которые использовались для заправки X-15. На месте поста радио-электронной борьбы был собран пульт управления запуском X-15. Для визуального контроля в правом борту поста управления был прорезан иллюминатор, накрытый полусферическим стеклом, который позволял выглянуть за борт и посмотреть на запускаемый самолёт. Кроме этого на борту были смонтированы видеокамеры, а на пульте управления были установлены два телевизионных монитора.
| Под правым крылом смонтирован пилон весом 1170 фунтов, который мог выдерживать нагрузку 50 000 фунтов. Пилон был оборудован тремя захватами для удержания Х-15. К пилону подключались магистрали снабжения X-15 жидким кислородом, газообразным азотом для герметизации кабины, кислородом для дыхания и кабели подачи электроэнергии. Резервуар с жидким азотом объёмом 40 галлонов в пилоне подавал газообразный азот для наддува кабины X-15. Захваты оборудовались несколькими механизмами сброса Х-15 с пилона. Основной механизм сброса был гидравлическим, приводился в действие от аккумулятора, установленного в пилоне. Запасной механизм был пневматическим, баллоны с азотом высокого давления располагались в бомбоотсеке. В качестве резерва была предусмотрена механическая система сброса. |
| В бомбоотсеке был установлен бак с жидким кислородом ёмкостью 1500 галлонов. Бак состоял из двух отсеков: подъемный и маршевый. Подъемный отсек был герметичен, чтобы предотвратить испарение жидкого кислорода. Маршевый отсек был не герметичен, чтобы кислород мог испаряться, что увеличивало его плотность. За несколько минут до запуска оператор запуска переключал кислородную магистраль с подъемного отсека на маршевый, чтобы максимально увеличить количество окислителя в Х-15. Кислородный бак был оборудован системой вентиляции с двумя отверстиями по левому борту самолёта-носителя. Для вентиляции бомбоотсека были прорезаны по десять вентиляционных отверстий по каждому боту самолёта.                                                                                              |
| В задней кромке и внутреннем закрылке правого крыла был сделан вырез для вертикального оперения Х-15. Закрылки расположенные между фюзеляжем и пилоном были отключены. |
| Для усиления правой плоскости были добавлены конструкционные элементы общим весом 395 фунтов. Основной топливный бак № 3, расположенный в крыле над пилоном, был удалён. |
| Вместо двух отсеков среднефюзеляжного топливного бака были установлены восемнадцать баллонов с азотом и девять баллонов с гелием. Газообразный гелий использовался для наддува системы дозаправки X-15 жидким кислородом. Азот использовался для работы клапанов системы дозаправки. |
| На правом борту фюзеляжа установлены камеры видеонаблюдения, пленочная кинокамера и осветительное оборудование. Видеокамеры были установлены впереди и позади X-15. Кинокамера была установлена рядом с кормовой телекамерой. |
| На борту была установлена навигационно-вычислительная радиолокационная система AN/APN-81 для ввода данных в систему стабилизированной платформы. Стабилизированная платформа устанавливала параметры полёта Balls 8 и передавала эту информацию в инерциальную навигационную систему Х-15 перед запуском. |
| На посту оператора радиоэлектронной борьбы (РЭБ) была установлена пусковая панель, передавала данные о высоте и скорости на компьютер навигационной системы Х-15 до запуска. Два установленных телевизионных монитора позволяли оператору запуска наблюдать за дозаправкой и проверять работу поверхностей управления полетом Х-15. |
| Над приборной панелью в кабине пилотов была установлена панель контроля из пяти световых индикаторов: три индикатора фиксации X-15; индикатор готовности X-15 жёлтого цвета; индикатор «старт» зелёного цвета, говорящий о запуске циклограммы запуска X-15. |
| Удалены хвостовая турель, носовые баки и правый пост экипажа на нижней палубе |
| Была проведена модернизация шасси, включившая установку новых колёс, шин и тормозов, рассчитанных на предельную посадочную скорость до 217 узлов (в сравнении с 180 серийного B-52). |

Общий объём изменений в конструкции самолёта был столь значителен, что индекс модели был изменён на NB-52B, который подчёркивал, что реконструкция в серийный B-52 более невозможна. Во время модернизации по отношении к самолёту использовалось несколько названий: англ. Zero Zero Eight, англ. Double-Oh Eight и англ. Balls Eight. 8 июня 1959 года Balls 8  перелетел с заводу 42 на базу ВВС Эдвардс.

#### Полёты по программе X-15
- Balls 8 в программе X-15
- North American X-15 в момент сброса из под крыла Balls 8
- Balls 8 пролетает над North American X-15-2 (сентябрь 1961 года)

В рамках программы, самолёт выполнил 159 полётов, из которых в 140 он производил запуски Х-15. Первый полёт по проекту X-15 Balls 8 совершил 23 января 1960 года.
К моменту появления обновлённого NB-52B Balls 8 на базе Эдвардс в полётах по программе X-15 активно участвовал Boeing NB-52A 003, который совершил первый полёт с X-15 под крылом 10 марта 1959 года.
Подготовка к каждому полёту по программе X-15 длилась более 10 часов, в подготовке участвовало более 100 человек и не менее 25 машин и прицепов со специальным оборудованием. Во время подготовки к полёту на борту Balls 8 работал наземный экипаж самолёта. Во время запуска бортовых систем на борту самолёта-носителя производился запуск 22-х единиц оборудования имевшего вращающиеся элементы: восемь реактивных двигателей, десять пневматических и гидравлических блоков и четыре генератора переменного тока. Для минимизации воздействия звукового давления от запускаемых двигателей на X-15 была разработана специальная последовательность: сначала двигатели левого борта от внутреннего к крайнему, затем запускались двигатели правого борта от внутреннего к крайнему. При рулении нагрузка под правой плоскостью приводила к лёгкому крену самолёта на правый борт. Обычно для взлёта и посадки использовалась бетонная полоса 04 базы Эдвардс, которая выходит на грунтовую полосу на дне высохшего озера Роджерс Драй. Из-за последствий модернизации на самолёте были отключены закрылки, что значительно повышало взлётную скорость, которая составляла от 181 до 200 узлов.
При обычных полётах по программе X-15 полная масса Balls 8 составляла 305 000 фунтов и складывалась из следующих элементов:
| Основные грузы                | Вес в фунтах |
| ----------------------------- | ------------ |
| Масса пустого самолёта        | 175 000      |
| Экипаж в полётном снаряжении  | 920          |
| Масло (128 галлонов)          | 960          |
| Топливо                       | 80 000       |
| X-15 (полностью заправленный) | 34 400       |
| Жидкий кислород и прочие газы | 15 000       |

После отрыва от взлётной полосы самолёт совершал разворот влево, что бы в случае аварии X-15 мог приземлиться на дно озера Роджерс Драй. Для достижения высоты 38 000 футов самолёт летел со скоростью 260 узлов. Во время набора высоты к Balls 8 пристраивались самолёты наблюдатели Lockheed F-104 Starfighter и North American F-100 Super Sabre. Высокая скорость для B-52 была низкой для самолётов сопровождения: они летели на грани сваливания. На высоте 38000 футов самолёт-носитель летел в течение 17 минут (в это время проводились проверки систем X-15). Затем начинался набор высоты до 45 000 футов, который осложнялся снижением приборной скорости на последней паре тысяч до 205 узлов. На этой высоте скорость самолёта-носителя составляла 0,82 М.
Непосредственно перед запуском X-15 Balls 8 проводил манёвр по крену влево-вправо до 40°, что бы пилот X-15 мог проверить работоспособность систем своего самолёта. После этого пилот X-15 проверял работу органов управления, что не оказывало заметного влияния на полёт B-52. Проверка воздушного тормоза вызывала лёгкий удар по планеру. При проверке закрылков X-15 слегка изменялся дифферент B-52. Проверка шасси приводила к заметному удару, отчётливо слышимого экипажем самолёта-носителя.
После сброса X-15 самолёт-носитель получал крен влево и тангаж вверх — это вызвано резким облегчением самолёта на 34 400 фунтов (масса X-15).
После запуска X-15 Balls 8 начинал готовиться к приземлению. Так как для заправки X-15 использовался не весь жидкий кислород, находившийся на борту B-52, экипаж самолёта сливал излишки за борт. Слив производился по левому борту и занимал от 5 до 15 минут. Шасси выпускалось только после окончания слива кислорода, что бы избежать воздействия окислителя на заднюю левую стойку шасси. Если запуск X-15 не производился использовалась более сложная процедура. Сначала пилот Х-15 сливал жидкий кислород, затем водно-спиртовое топливо и только потом перекись водорода. Перекись водорода сливалась только после того, как самолёт-носитель выходил на посадочную глиссаду — это было вызвано тем, что перекись использовалась во вспомогательной энергетической установке X-15, которая приводила в движение элементы механизации крыла и рулей в случае аварийного сброса и посадки X-15.
Для посадки самолёта с X-15 на пилоне была разработана специальная инструкция посадки без закрылков. При этом посадочная скорость была выше обычной для серийных B-52 на 15-30 узлов. Для управления самолётом по тангажу использовалась не механизация крыла, а руль высоты в результате посадка происходила жёстко и сопровождалась сильным ударом о взлётно-посадочную полосу. Во время пробега по полосе при снижении скорости до 150 узлов разворачивался тормозной парашют.
После полёта по программе X-15 проводились послеполётные процедуры включавшие осмотр пилона, осмотр оборудования самолёта-носителя и места оператора запуска и тд. Особое внимание уделялось поиску трещин и деформаций металла крыла в районе крепления пилона. После каждого десятого полёта все болты крепления пилона к крылу затягивались с усилием от 9 000 до 10 000 дюймов-фунтов. После каждых 25-и лётных часов болты фланцев магистралей жидкого кислорода затягивались с использованием динамометрического ключа, а сварные швы трубопроводов и сильфоны проверялись на наличие трещин и утечек. После каждых 50-и лётных часов проводились испытания перепада давления фильтров системы подачи азота. Бак жидкого кислорода каждые шесть месяцев проверялся на герметичность вакуумом.
Для обслуживания и подготовки к полётам самолётов-носителей NB-52 были назначены наземные экипажи из числа 6517-й лётной эскадрильи технического обслуживания (англ. 6517th Flightline Maintenance Squadron (Bomber)) под руководством капитана англ. Maynard N. Heth. Командиром звена наземных экипажей NB-52A 0003 и NB-52B 0008 был назначен мастер-сержант англ. Kenneth L. LaPean. В наземный экипаж Balls 8 вошли техник-сержант англ. Lester Schroyer, техник-сержант англ. Harweda Terrill, штаб-сержант Lawrence Maharrey, рядовые авиации первого класса (англ. Airman First Class) англ. Donald Kemmer и англ. Vernon Barr, рядовой авиации второго класса англ. Norman Smith и гражданские специалисты англ. Robert Swanson, англ. William Wyant и англ. Albert “Pappy” Rice.

#### Первые полёты
Впервые X-15 был подвешен на пилон NB-52B Balls 8 в начале ноября 1959 года. Это был Х-15-1 (бортовой номер 56-6670). После успешной киносъёмки аварийного запуска двигателя X-15-2 (бортовой номер 56-6671) с борта NB-52A 0003, было принято решение установить аналогичную камеру в корме Balls 8. Установка камеры проводилась с 24 ноября по 10 декабря 1959 года и была официально заявлена частью системы безопасности самолёта-носителя.
Первый полёт NB-52B Balls 8 с X-15 под крылом совершил 16 декабря 1959 года. В этом полёте должен был состояться запуск Х-15-1, пилотируемого лётчиком-испытателем Albert Scott Crossfield. Это был второй полёт Х-15-1 и первая попытка полёта с включением ракетного двигателя. Взлёт самолёта-носителя произошёл в 8:30 утра. Командиром экипажа был капитан Charles Kuyk, вторым пилотом майор англ. Jack Allavie. Сразу после взлёта отказала голосовая связь с борта X-15 и в дальнейшем она поддерживалась щелчками клавиши микрофона: один щелчок обозначал «да», два — «нет». При попытке наддува топливной системы X-15 отказал гелиевый регулятор давления и перед сбросом давление в системе упало. За 6 секунд до сброса было принято решение прервать запуск. Следующий полёт должен был состояться 21 декабря, но его отменили.
23 января 1960 года произошёл первый полёт NB-52B Balls 8 с запуском X-15 с борта самолёта-носителя. В этом полёте Balls 8 пилотировал Фицхью Фултон, для которого это был второй полёт с запуском X-15, а к концу программы он совершил 94 запуска ракетопланов X-15. Вторым пилотом был Чальз Куик, а лётчиком-испытателем X-15-1 был Скотт Кроссфилд. Это был первый полностью успешный полёт X-15-1, в котором он достиг скорости 2,53 М (1669 миль в час) и высоты 66 844 футов. 4 февраля Balls 8 снова поднял в воздух X-15-2, однако неприятности преследовали и этот полёт ракетоплана: связь с самолётом-носителем прервалась, кабина не хотела герметизироваться, заклинило один из подшипников, давление в водно-спиртовом баке упало и полёт решили прервать. Однако, неприятности продолжились: X-15-2 не смог слить все топливные компоненты и Balls 8 приземлялся с экстремально большой нагрузкой на пилон.

#### Последующие полёты и модернизации
Одновременно с полётами по программе на борту Balls 8 проводились работы по модернизации систем, использовавшихся для испытаний. В течение всего 1960 года на самолёте-носителе устанавливалась и доводилась инерционная навигационная система, которая обеспечивала сопряжение навигационных данных между самолётом-носителем и X-15. Это была сложная задача, которую решали с февраля до декабря. Всего было израсходовано более 1200 человеко-часов и последние работы объёмом 160 человеко-часов были проведены в течение 10 дней после девятнадцатого полёта Х-15-1 9 декабря 1960 года. В феврале 1960 года инженеры North American установили систему автоматизации дозаправки X-15 жидким кислородом во время полёта самолёта-носителя. Блок с управления системой установили на переборке бомбоотсека.
11 февраля Balls 8 взлетел с X-15-2, пилотируемым Скоттом Кроссфилдом. В этом полёте впервые пилот X-15 самостоятельно произвёл запуск ракетоплана с пилона самолёта-носителя. В дальнейшем эта схема использовалась регулярно. В этом полёте командиром экипажа был Джек Аллави, а Фицхью Фултон был вторым пилотом. В следующем полёте Аллави и Фултон поменялись креслами. Это был запуск X-15-2, который привёл к одному из анти-рекордов: двигатель ракетоплана не смог развить полную тягу и он разогнался лишь до 1,57 М (1036 миль в час) достигнув высоты 52 640 футов (лишь на полторы мили выше точки запуска). На следующий день произошла очередная неудачная попытка запуска: пилот самолёта сопровождения увидел течь из сливного отверстия моторного отсека и запуск был отменён.
25 марта 1960 года Balls 8 впервые запустил X-15-1 с новой двигательной установкой (достиг скорости 1320 миль в час и высоты 48 630 футов) — это был первый полёт лётчика-испытателя Джозефа Уокера, ставшего вторым пилотом X-15. В марте, апреле и мае Balls 8 проводил полёты без запуска ракетоплана с целью подготовки Джозефа Уокера и Роберта Уайта. Полёты проходили по треугольному маршруту: на северо-восток к посёлку золотодобытчиков Рандсбург, на запад к горам Техачапи, а затем на юго-восток обратно к озеру Роджерс Драй. В ходе расширения географии запусков (это требовалось для полётов X-15 на дистанции свыше 100 миль) открылась неожиданная особенность взаимодействия доплеровского радара, отвечающего за определение скорости самолёта-носителя, и инерционной навигационной системы X-15: при выходе на курс запуска HB-52B совершал разворот на 180° с креном 25°, что было неприемлемо для доплеровского радара, рассчитанного на манёвры серийных B-52, и требовалось длительное время для синхронизации радара и навигационной системы. В ряде случаев из-за этого эффекта пришлось отменить запуски. Выяснилось, что проблема крылась в ограничителе крена самолёта-носителя, который не был рассчитан на виражи с таким углом. Проблему решили отключением ограничителя крена.
17 мая 1960 года во время дня открытых дверей широкой публике впервые был представлен HB-52B Balls 8 с X-15-1 подвешенным на пилон.
26 мая 1960 года Balls 8 в последний раз запустил X-15-2 с «временными» двигателями XLR-11, которые использовались до появления рабочих экземпляров «родного» XLR-99. 23 сентября X-15 впервые пилотировал лётчик-испытатель Forrest S. Petersen — это был 13-й полёт X-15-1 и он прошёл неудачно. 28 октября первый полёт на X-15 совершил лётчик-испытатель John B. McKay. 4 ноября Balls 8 впервые поднял в воздух X-15, управляемый лётчиком-испытателем капитаном Robert A. Rushworth. 15 ноября самолёт-носитель поднял в воздух X-15-2 с «родным» двигателем XLR-99, за штурвалом которого сидел Скотт Кроссфилд. 30 ноября свой первый полёт по программе X-15 совершил Нил Армстронг — полёт прошёл аварийно так как не сработала одна из камер двигателя XLR-11 установленного на X-15-1. В этом полёте Balls 8 пилотировали Фицхью Фултон и Франк Коул. 9 декабря NB-52B, пилотируемый Аллави и Коулом, запустили Нила Армстронга на X-15-1, оборудованным новой, скруглённой носовой частью(англ. Frank Cole).
В конце 1960 года завершилась программа лётных испытаний X-15 под эгидой ВВС и она была передана в гражданское ведомство — НАСА. Самолёты X-15, самолёты-носители и большая часть техники и оборудования передавались или сдавались в аренду. Но часть оборудования оставалось у военных или возвращалось производителю ракетопланов. В частности North American демонтировала с борта Balls 8 немецкую кинокамеру Arriflex, которая использовалась для съёмки при запуске X-15 из под крыла самолёта-носителя. В январе-феврале 1961 года был установлен новый комплект камер DBM № 5, который являлись штатными камерами ВВС для исследовательских съёмок. Новая камера оказалась больше и не подходила к старым креплениям, но среди её преимуществ оказался встроенный обогреватель, обеспечивавший съёмки на большой высоте при низких забортных температурах. На модернизацию ушло почти 100 человеко-часов(англ. Frank Cole).
Для отработки взаимодействия стабилизированных навигационных платформ самолёта-носителя и ракетоплана был разработан блок инерциальной системы полётных данных (англ. Inertial Flight Data System, IFDS). Основой блока IFDS послужил внешний топливный бак, оставшийся от программы North American F-107 Ultrasabre: бак распилили и внутри разместили оборудование. В исследовательских полётах блок IFDS подвешивался на пилон Balls 8 вместо X-15 и самолёт-носитель совершал полёт по профилю запуска ракетоплана. При этом инерционная система, акселерометры и осциллографы блока IFDS оценивали силы, воздействовавшие на самолёт. Из-за изменившейся центровки возникли сложности пилотирования при взлёте и посадке. Первый полёт с блоком системы IFDS без был совершён 17 января 1961 года и до конца года было произведено 7 полётов с блоком IFDS. Каждый полёт с блоком IFDS был отмечен отдельным символом на борту Balls 8 наряду с остальными испытательными полётами.
Balls 8 запускал X-15-1 с «временным» двигателем XLR-11 11 раз. Последний такой старт был произведён 7 февраля 1961 года. Благодаря удачным условиям запуска двигатель X-15-1, пилотируемый Робертом Уайтом, проработал на 12 секунд дольше, чем обычно. Это позволило установить рекорд скорости с данным двигателем: 3,49 Маха (2275 миль в час)

### Самолёты с несущим корпусом
С 1966 по 1975 год Bolls 8 участвовал в программе испытаний самолётов с несущим корпусом. Из 144 запусков по этой программе, 127 были произведены с борта Balls 8. Исследования по данной программе сыграли важную роль в разработке программы «Спейс шаттл». С борта Balls 8 запускались M2-F2, M2-F3, HL-10, X-24A и X-24B.

### Спейс шаттл
Balls 8 принимал участие в исследовательских работах по программе Спейс шаттл на различных этапах программы. Он принимал участие в отработке парашютных систем твёрдотопливных ускорителей и тормозных парашютов самих челноков. Программа испытаний проходила в 1977-78 годах и с 1983 по 1985.
В 1978 году произошло событие, которое могло привести к потере Balls 8 и экипажа: твёрдотопливный ускоритель после открытия крюков-фиксаторов не отделился от самолёта-носителя. Пилот Balls 8 Фитц Фултон совершил несколько энергичных манёвров с целью сбросить застрявший ускоритель, но это не изменило ситуацию: бортовые системы показывали, что все элементы раскрыты, а визуальное наблюдение показывало, что ускоритель находится под крылом. Было принято решение совершать посадку, которая прошла так гладко, что застрявший ускоритель остался под крылом до остановки самолёта на полосе.
С июля по октябрь 1990 года Balls 8 участвовал в испытаниях системы тормозных парашютов для орбитальной ступени «Спейс шаттл». В рамках этих испытаний в кормовой части самолёта была смонтирована система крепления и раскрытия парашютной системы, и оборудование для регистрации нагрузок на конструкцию самолёта в момент раскрытия. Испытания проводились при посадочных скоростях от 160 до 230 миль в час на основной бетонной взлётно-посадочной полосе авиабазы Эдвардс и на взлётно-посадочной полосе на дне пересохшего озера Роджерс-Драй рядом с базой. 16 мая 1992 года данную парашютную систему впервые использовал шаттл «Индевор» при возвращении из своего первого полёта STS-49.
- Balls 8 в программе подготовки «Спейс шаттл»
- Макет твёрдотопливного ускорителя под крылом Balls 8
- Испытания парашютной системы «Спейс шаттл» при посадке на грунтовую полосу
- Испытания парашютной системы «Спейс шаттл» при посадке на бетонную полосу

### HiMAT, DAST и другие программы
С 1979 по 1983 год Balls 8 использовался в качестве самолёта-носителя по программе HiMAT (англ. Highly Maneuverable Aircraft Technology). В ходе программы исследовались возможности цифрового дистанционного управления самолётом, композитные материалы, винглеты и другие технологии. Кроме этого он работал в качестве самолёта носителя в исследовательских программах по изучению характеристик сваливания, большого угла атаки и маневрирования в сложных режимах. В программе англ. Drones for Aerodynamic and Structural Testing (DAST) исследовались меры по снижению аэродинамических нагрузок. Для программы DAST была разработана цифровая система подавления флаттера (FSS) и ряд систем управления полётом беспилотного аппарата. Для испытаний использовалась модифицированный самолёт-мишень Teledyne-Ryan BQM-34E/F Firebee II, который запускался с борта самолёта-носителя Balls 8. Наблюдение за полётом DAST производилось с борта самолёта-преследователя F-104. Всего было совершено 18 полётов (из них 8 без отсоединения от самолёта-носителя). В четырёх запусках полёты пришлось прервать, а в двух (12 июня 1980 и 1 июня 1983 года) произошли аварии, приведшие к потерям экспериментальных машин. После аварии 1983 года программа была остановлена. Запуски по программе DART производились с борта Balls 8 и Lockheed DC-130, который являлся базовым самолётом-носителем для Firebee II.
В 1979 году Balls 8 принял участие в программе по радиолокационному наведению General Dynamics F-16 Fighting Falcon на крупноразмерную цель. Именно Balls 8 выполнял роль цели.
- Bolls 8 в программах HiMAT и DAST
- Rockwell HiMAT под крылом Balls 8
- Запуск Rockwell HiMAT из под крыла Balls 8
- Экспериментальный аппарат DAST на пилоне Balls 8
- Монтаж DAST на пилон Balls 8

Balls 8 дал путёвку в жизнь спасательной капсуле бомбардировщика FB-111. Исследовательские полёты по этой программе продолжались почти 20 лет. Он принимал участие в отработке беспилотной системы F-15 Spin Research Vehicle.

### X-38
12 марта 1998 года был произведён первый сброс из под крыла Balls 8 экспериментального летательного аппарата X-38 по программе Crew Return Vehicle (CRV). В 1999 году был произведён ещё один запуск и в марте 2000 года был произведён следующий запуск по программе. 10 июля 2001 был произведён последний, седьмой запуск с борта Balls 8.
- Bolls 8 в программе X-38
- X-38 под крылом Balls 8 в первом полёте 30 июля 1997 (без сброса)
- Запуск X-38 10 июля 2001

### X-43
Программа X-43 была совместным детищем ряда компаний, которые координировались НАСА. Гиперзвуковой летательный аппарат делала компания MicroCraft (впоследствии ATK GASL) из Таллахомы, штат Теннесси. Orbital Sciences Corporation адаптировала ракету-носитель Pegasus. 24 марта 1997 года был подписан контракт на реализацию программы.
28 апреля 2001 года Balls 8 совершил первый полёт по программе X-43. В ходе двухчасового полёта испытывались бортовые системы и аэродинамические решения. Самолёт с ракетой на пилоне стартовал с авиабазы Эдвардс, совершил полёт в тихоокеанском полигоне ракетных испытаний и вернулся на базу.
2 июня 2001 года на высоте 20 000 футов был произведён первый запуск системы, который оказался неудачным: после старта произошёл сбой в системе управления ракеты, и ракета была уничтожена по команде с Земли. Расследование показало, что причина сбоя крылась в неправильном моделировании сил, возникающих при запуске на высоте 20 000 футов, а не на расчётной 40 000 футов.
Для исправления проблем, выявленных в ходе первого запуска, потребовалось около трёх лет, которые были потрачены на дополнительные расчёты и исследования, модификацию ракеты-носителя и систем летательного аппарата. Профиль полёта был адаптирован под стандартный профиль полёта ракеты-носителя Pegasus, сама ракета была облегчена на почти три тысячи фунтов твёрдого ракетного топлива. Самолёт-носитель Balls 8 был подготовлен для запусков на высоте 40 000 футов.
Второй полёт по программе произошёл 27 марта 2004 года. В ходе полёта впервые включился ГПВРД и летательный аппарат разогнался до скорости 6,83 Маха.
16 ноября 2004 года Balls 8 совершил третий полёт по программе X-43 и свой последний «боевой» полёт: в этом испытании гиперзвуковой исследовательский аппарат с ГПВРД X-43A, достигший скорости 9,6 Маха, или почти 7000 миль в час. Эта скорость стала рекордной для аэродинамического летательного аппарата. Рекорд был зафиксирован и внесён в книгу рекордов Гиннеса.
17 декабря 2004 ветеран авиапарка НАСА был официально выведен из эксплуатации.
На момент выхода в «отставку» Balls 8 был старейшим летающим самолётом B-52 и старейшим самолётом НАСА. Одновременно он имел наименьшее количество лётных часов (2443,8) среди всех эксплуатировавшихся на тот момент B-52. Это объяснялось спецификой использования: самолёт совершал экспериментальные полёты, между которыми проходили большие сервисные интервалы, готовящие самолёт и тестируемые объекты к испытаниям.

### Завершение карьеры
- На торжественной церемонии вывода из эксплуатации Balls 8

17 декабря 2004 года на авиабазе «Эдвардс» прошла торжественная церемония вывода Balls 8 из эксплуатации. Во время церемонии выступали директор Центра лётных исследований НАСА Кевин Петерсен (англ. Kevin Petersen), командир Лётно-испытательного центра ВВС бригадный генерал Кертис М. Бедке (англ. Curtis M. Bedke), пилоты-исследователи НАСА Гордон Фуллертон, Фитц Фултон и Эд Шнайдер (англ. Ed Schneider).
Рой Брайант, руководитель проекта NASA Dryden B-52B, присутствовавший при первом полёте Balls 8 по программе X-15 и последнем полёте по программе X-43 высоко оценил вклад команды эксплуатировавшей и обслуживающей данный самолёт:
Гордость, самоотверженность и новаторство были ключевыми элементами людей, которые обслуживали этот старинный самолет для поддержки многих проектов, которые удерживали Соединенные Штаты в авангарде аэрокосмических разработок в течение последних 45 лет.
- Boeing NB-52B Balls 8 На вечной стоянке
- Balls 8 на вечной стоянке у северных ворот авиабазы Эдвардс
- Вид на носовую часть

## Сравнение с конкурентами в проектах «воздушный старт»
Boeing NB-52B Balls 8 стал первым самолётом-носителем, с борта которого была запущена космическая ракета, реализовавшим на практике концепцию «воздушный старт». Первый запуск ракеты-носителя Pegasus состоялся 5 апреля 1990 года. Всего с 1990 по 1994 год с борта Balls 8 было произведено шесть космических запусков. Впоследствии ещё два проекта достигли стадии практической реализации «воздушного старта»: Stargazer — Pegasus и Cosmic Girl — LauncherOne.
- Сравнение с конкурентами
- Balls 8 — ракета закреплена под правой плоскостью
- Cosmic Girl — ракета закреплена под левой плоскостью
- Stargazer — ракета закреплена под корпусом самолёта

| Регистрационный № | название                            | Начало эксплуатации/окончание | Оператор                     | Первый орбитальный запуск/последний | Ракета-носитель      | Количество запусков/удачных | Статус             |
| ----------------- | ----------------------------------- | ----------------------------- | ---------------------------- | ----------------------------------- | -------------------- | --------------------------- | ------------------ |
| N008NA            | Boeing B-52B Stratofortress Balls 8 | 11 июня 1955 года             | НАСА                         | 5 апреля 1990/3 августа 1994        | Pegasus              | 6/6                         | Не эксплуатируется |
| N140SC            | Lockheed L-1011 TriStar Stargazer   | март 1974                     | Orbital Sciences Corporation | 27 июня 1994/13 июня 2021           | Pegasus XL/Pegasus H | 44/39                       | эксплуатируется    |
| N744VG            | Boeing 747-400 Cosmic Girl          | 31 октября 2001               | Virgin Orbit                 | 25 мая 2020/9 января 2023           | LauncherOne          | 6/4                         | эксплуатируется    |

## Основные технические характеристики и особенности эксплуатации
Balls 8 изначально был серийным B-52B и имел стандартное оборудование. На нём были установлены восемь турбореактивных двигателей Pratt & Whitney J-57-19 с водяным охлаждением на взлётном режиме. Каждый из двигателей развивал тягу в 12 000 фунтов. Двигатели позволяли развивать самолёту скорость 390 узлов (448 миль в час) и максимальную рабочую высоту более 50 000 футов. Длина самолёта составляла 156 футов, а размах крыльев — 185 футов.
В ходе модернизации самолёт был оборудован для транспортировки под правой плоскостью тяжёлых и габаритных грузов. Наибольший груз, поднятый Balls 8, составил 53 100 фунтов — это был X-15 № 2 с внешними топливными баками. Также в его послужном списке числятся подъёмы с нагрузкой 47 772 фунта (макет твёрдотопливного ускорителя по программе «Спейс шаттл») и 41 152 фунта (ракета-носитель «Пегас»). Серийный B-52B имел грузоподъёмность 43 000 фунтов.
На момент вывода из эксплуатации самолёт и его системы значительно устарели. Пилот Balls 8, бывший астронавт Чарльз Фуллертон в интервью журналу Smithsonian Magazine отмечал крайне устаревшие интерфейсы самолёта: «Это  ужасно с точки зрения человеческого фактора» и «Здесь всё несколько устарело. После пары часов полёта вы действительно чувствуете, что заслужили свою зарплату». Когда Balls 8 совершал свой последний полёт, все B-52 модификаций A, B, C, D, E, F и G были списаны и находились в музеях или на кладбищах. Модификация B-52H, находившаяся на тот момент в эксплуатации, имела крайне мало общих элементов с Balls 8, и они не могли быть донорами запчастей. Поддержание самолёта в рабочем состоянии требовало постоянного поиска запасных частей. Для ремонта или замены использовались детали, снятые с самолётов, находящихся в музеях или на свалках — практика, категорически запрещённая в ВВС США. Однажды самолёт простоял в ремонте 11 месяцев из-за того, что не было возможности найти и заменить элемент топливной системы. В результате Balls 8 превратился в набор адаптированных элементов разных моделей B-52: к примеру, датчики уровня топлива — от модели C, катапультные кресла — от D, тормозной парашют, шасси и тормоза — от G.
В 1975 году из-за морального устаревания ВВС собирались списать самолёт, после чего в 1976 году он был полностью передан под ответственность НАСА. В 1995 году проводились исследования по замене Balls 8 на B-52G, но от этого отказались.
Одной из важных особенностей пилотирования являлось отсутствие части механизации крыла (закрылка) на правой плоскости, который был демонтирован для программы X-15. Обычный B-52 не смог бы взлететь в такой конфигурации закрылков, а посадка считалась бы аварийной. В отличие от взлёта серийного B-52, Balls 8 требовал сначала отрыва носовой пары стоек шасси от ВВП и взлёта с большим углом тангажа. Из-за невозможности использовать закрылки посадка производилась на скорости, превышающей стандартную посадочную скорость для серийного B-52 на 35 миль в час. При этом происходил значительный удар передней пары стоек шасси о поверхность. Ч. Фуллертон отмечал: «Временами приземление может вызвать неприятные ощущения».
Для компенсации смещения центра тяжести, вызванного подвеской под правой плоскостью полезной нагрузки (ПН), часть топливных баков на противоположной стороне заполнялась балластом (водой), который перекачивался после запуска ПН из под крыла. К примеру, после запуска X-15 крен самолёта-носителя достигал 20°. За балансировку самолёта в полёте отвечал второй пилот.
На момент вывода самолёта из эксплуатации он был последним некоммерческим пользователем топлива JP-4, которое с 1951 по 1995 год было основным топливом для турбореактивных самолётов ВВС США.